# Apollo Arrow

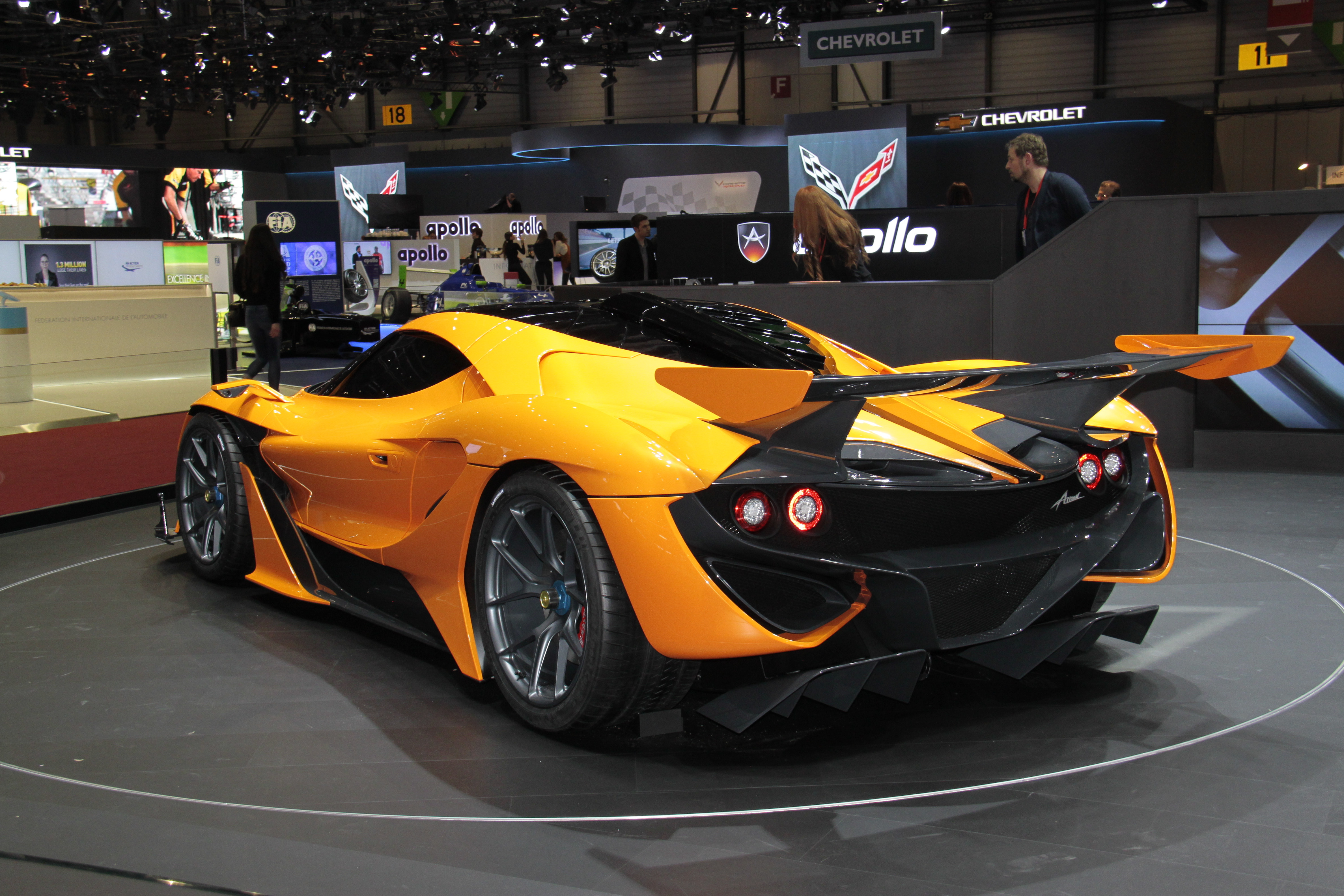
Heckansicht

Der Apollo Arrow ist ein Supersportwagen des Automobilherstellers Apollo Automobil Ltd., dem Nachfolger der Gumpert Sportwagenmanufaktur, der auf dem Genfer Auto-Salon 2016 erstmals als Konzeptfahrzeug der Öffentlichkeit präsentiert wurde. Mit dem Arrow kehrte der Automobilhersteller Gumpert nach drei Jahren unter neuem Namen zurück, jedoch ohne unmittelbare Beteiligung seines Gründers Roland Gumpert. Die Serienversion auf Basis des Apollo IE sollte 2019 auf den Markt kommen. Es ist lediglich ein gebautes Fahrzeug bekannt.
Das Konzeptfahrzeug ist mit einem Vierliter-V8-Twinturbo-Motor von Audi ausgestattet, der 735 kW (1000 PS) leistet und ein maximales Drehmoment von 1000 Nm aufweist. Er besitzt ein sequenzielles 7-Gang-Getriebe und beschleunigt in 2,9 s auf 100 km/h. Die Höchstgeschwindigkeit liegt bei 360 km/h.

## Technische Daten Konzeptfahrzeug
|                                             | Apollo Arrow                  |
| Bauzeitraum                                 | 2019                          |
| Motorkenndaten                              |                               |
| Motortyp                                    | V8-Ottomotor                  |
| Motoraufladung                              | Twinturbo                     |
| Hubraum                                     | 3993 cm³                      |
| max. Leistung bei min−1                     | 735 kW (1000 PS) /            |
| max. Drehmoment bei min−1                   | 1000 Nm /                     |
| Kraftübertragung                            |                               |
| Getriebe, serienmäßig                       | sequenzielles 7-Gang-Getriebe |
| Messwerte                                   |                               |
| Höchstgeschwindigkeit                       | 360 km/h                      |
| Beschleunigung, 0–100 km/h                  | 2,9 s                         |
| Beschleunigung, 0–200 km/h                  | 8,8 s                         |
| Leergewicht                                 | < 1300 kg                     |
| Tankinhalt                                  | 75 l                          |
| Kraftstoffverbrauch auf 100 km (kombiniert) |                               |
| CO2-Emissionen (kombiniert)                 |                               |
| Abgasnorm                                   | Euro 5                        |